# Qmake
qmake — утиліта зі складу Qt, яка допомагає полегшити процес складання програми на різних платформах. qmake автоматично генерує make-файли, ґрунтуючись на інформації в файлах проекту (*. pro). qmake створює файл складання, не вимагаючи від розробника вносити зміни в файл проекту.
qmake може бути використаний для будь-якого програмного проекту, незалежно від того, чи написаний він на Qt чи ні.